# Place de la Sirène
 (février 2024).
La place de la Sirène est une place importante du secteur centre de la ville du Mans.

## Situation et accès
Elle se situe au nord du quartier Saint-Nicolas. Sa position géographique en fait la dernière place du quartier avant de sortir de l'ancien faubourg Saint-Nicolas et de se rendre via l'ancienne porte des ponts-neufs, sur la place Saint-Michel. La place fut pleinement occupée et animée au XIXe siècle et au tournant du XXe siècle avant que d'autres grands axes et grandes places ne prennent la relève populaire, comme la place de la République ou la place des Jacobins. C'est d'ailleurs pour cette même raison que le quartier, et la place comprise, sont essentiellement piétonniers.

## Historique
La place de la sirène est un carrefour du quartier Saint-Nicolas. Elle constitue la rencontre des rues des Pont-Neufs, Marchande, Barillerie, Jankowski et Claude-Blondeau. C’est sur cette place célèbre que l’étaminier Véron du Verger établira le premier grand hôtel particulier. Aujourd’hui encore, ses vestiges sont encore visibles à l’angle de la rue de la Barillerie. Cette bâtisse a la particularité de présenter un bas-relief signé Chevalier, représentant une sirène jaillissant des flots au-devant de quelques navires. C’est en 1889 qu’éclate un grand incendie dans l’immeuble voisin de celui-ci. Il est alors occupé par un grand magasin de bric-à-brac : le Grand Bazar du Centre. Il fut reconstruit l’année suivante et son architecture a été conservée jusqu’à aujourd’hui. Il se situe aujourd’hui au no 4 de la rue Marchande. Son ornementation est sobre tandis qu’il est composé de deux travées symétriques de part et d’autre d’une travée centrale possédant des baies jumelées et surmontées d’une grande lucarne. Son usage fut toujours commercial. Ainsi pendant tout le début du XXe siècle perdura le magasin populaire de « La Grande Fabrique ».

### Les travaux historiques et les grands bâtiments
Mais dès la fin du XIXe siècle, le carrefour est jugé très dangereux. C’est à cette époque que la place de la Sirène prend le surnom populaire de « carrefour des écrasés ». On détruit donc les immeubles rétrécissant le carrefour aux angles des rues Marchande, Jankowski et Claude-Blondeau. Les seuls côtés non touchés par la démolition conservent des hôtels anciens, c’est notamment le cas pour l’hôtel Véron du Verger. L’immeuble situé à l’angle de la rue des Ponts-Neufs, existant toujours, est l’image type du bâtiment du quartier Saint-Nicolas ayant pignon sur rue. La toiture est haute, les percements irréguliers, le tout est bâti sur un modèle médiéval. Pourtant, les balconnets du premier étage, comme les ouvertures sont typiques du XVIIIe siècle.
L’immeuble de l’angle des rues Jankowski et Marchande fut bâti de manière à clore l’îlot, déjà entaillé par l’alignement de 1889. Sa façade monumentale est ouverte sur la place. Tous les percements supérieurs datent certainement du XXe siècle notamment à cause de leur forme, bien plus large que haute. Les niches ont été sculptées en éventail de manière oblique par rapport au mur. Ils créent un léger surplomb des étages supérieurs au niveau des angles de la place.
L’un des immeubles de la place est celui situé à l’angle des rues Jankowski et Blondeau. Il fut édifié en 1893 sur les travaux de l’architecte Vérité. Ses consoles sont d’une taille importante, elles se trouvent escamotées par le devant de la boutique du rez-de-chaussée. La façade possède une ornementation sobre quoique répétitive. Sous le balcon et sur la chaine d’angle, on peut trouver des médaillons représentant des sirènes dessinées avec précision et entourées d’écailles.